# Dik-dik-de-naivasha
O dik-dik-de-naivasha (Madoqua cavendishi) é uma espécie de pequenos antílopes encontrada no Quênia, Tanzânia e Uganda. Recentemente a espécie foi separada do dik-dik-de-kirk (Madoqua kirkii).